# Reservage
Med reservage menas att man sparar ut (reserverar) en del av ett tyg genom att lägga på skyddande reserveringsmedel, såsom vax, rispasta, trådar eller snören (tie-dye), innan tyget färgas.
På så sätt behåller dessa utsparade delar under färgningen sin ursprungsfärg, och mönster eller ränder uppstår. Processen kan upprepas flera gånger genom att man reserverar nya delar i tyget och färgar igen. Genom överfärgning kan man också åstadkomma färgblandningar. 
De mest avancerade mönster inom reservageteknik finns i Indonesien, Java, där vissa batiktyger vaxas och färgas upp till 20 gånger. Ett annat exempel på reservage finns inom japanska mönstringstekniker som shibori.